# Neo-progresszív rock
A neo-progresszív rock (gyakran csak neo-prog) a progresszív rockzene egyik válfaja, amely az 1980-as években alakult ki és érte el népszerűsége csúcsát. Jellemző a műfajra az érzelmesség, a drámaiság és a színpadiasság. A zene központjában sok esetben a billentyűs hangszerek állnak és olyan együttesek hatásai érezhetőek benne, mint a Genesis, a Yes, a Camel, a Toto vagy a Pink Floyd.
A műfaj legismertebb együttesei: Marillion, Pendragon, IQ, Pallas stb.

## Lásd még
- Progresszív rock

## Külső hivatkozások
Neo-progresszív rock…
- ...az 1980-as években (németül)
- ... az 1990-es években (németül)